# Phalacrus scutellaris
Phalacrus scutellaris là một loài bọ cánh cứng trong họ Phalacridae. Loài này được Sharp miêu tả khoa học năm 1888.